# واترمید، باکینگهام‌شر
واترمید (به انگلیسی: Watermead) یک روستا و محله مدنی در بریتانیا است که در Aylesbury Vale واقع شده‌است. واترمید ۲٬۳۴۳ نفر جمعیت دارد.